# Abolfazl Jalali
Seyed Abolfazl Jalali Bourani (in persiano سید ابوالفضل جلالی بورانی‎; Amol, 26 giugno 1998) è un calciatore iraniano, difensore del Esteghlal e del Iran.

## Caratteristiche tecniche
È un difensore che ricopre il ruolo di terzino sinistro.

## Carriera

### Club
Professionista dal 2018 quando ha iniziato a giocare nell'Saipa, nella Lega professionistica del Golfo persico, la massima serie del campionato iraniano di calcio, nel 2021 si è trasferito nell'Esteghlal con cui ha vinto il campionato 2021-22.

### Nazionale
Ha esordito con la Nazionale iraniana nel 2021 in un'amichevole contro la Siria.
È stato convocato da Carlos Queiroz per il campionato del Mondo 2022. Ha esordito nella sconfitta per 1-0 contro gli Stati Uniti che è valsa l'eliminazione del Team Melli.

## Statistiche

### Cronologia presenze e reti in nazionale
| Cronologia completa delle presenze e delle reti in nazionale ― Iran | Cronologia completa delle presenze e delle reti in nazionale ― Iran | Cronologia completa delle presenze e delle reti in nazionale ― Iran | Cronologia completa delle presenze e delle reti in nazionale ― Iran | Cronologia completa delle presenze e delle reti in nazionale ― Iran | Cronologia completa delle presenze e delle reti in nazionale ― Iran | Cronologia completa delle presenze e delle reti in nazionale ― Iran | Cronologia completa delle presenze e delle reti in nazionale ― Iran |
| Data                                                                | Città                                                               | In casa                                                             | Risultato                                                           | Ospiti                                                              | Competizione                                                        | Reti                                                                | Note                                                                |
| ------------------------------------------------------------------- | ------------------------------------------------------------------- | ------------------------------------------------------------------- | ------------------------------------------------------------------- | ------------------------------------------------------------------- | ------------------------------------------------------------------- | ------------------------------------------------------------------- | ------------------------------------------------------------------- |
| 30-3-2021                                                           | Tehran                                                              | Iran                                                                | 3 – 0                                                               | Siria                                                               | Amichevole                                                          | -                                                                   | 65’                                                                 |
| 23-9-2022                                                           | Sankt Pölten                                                        | Uruguay                                                             | 0 – 1                                                               | Iran                                                                | Amichevole                                                          | -                                                                   | 69’                                                                 |
| 10-11-2022                                                          | Tehran                                                              | Iran                                                                | 1 – 0                                                               | Nicaragua                                                           | Amichevole                                                          | -                                                                   |                                                                     |
| 29-11-2022                                                          | Doha                                                                | Iran                                                                | 0 – 1                                                               | Stati Uniti                                                         | Mondiali 2022 - 1º turno                                            | -                                                                   | 72’ 90’                                                             |
| 6-6-2024                                                            | Hong Kong                                                           | Hong Kong                                                           | 2 – 4                                                               | Iran                                                                | Qual. Mondiali 2026                                                 | -                                                                   | 66’                                                                 |
| 11-6-2024                                                           | Teheran                                                             | Iran                                                                | 0 – 0                                                               | Uzbekistan                                                          | Qual. Mondiali 2026                                                 | -                                                                   | 88’                                                                 |
| Totale                                                              |                                                                     | Presenze                                                            | 6                                                                   |                                                                     | Reti                                                                | 0                                                                   |                                                                     |

## Palmares

### Club

#### Competizioni nazionali
- Campionato iraniano: 1

Esteghlal: 2021-2022
- Coppa d'Iran: 1

Esteghlal: 2024-2025
- Supercoppa d'Iran: 1

Esteghlal: 2022